# Bah
Bah är ett västafrikanskt efternamn och kan avse bland andra:
- Alice Bah Kuhnke, svensk mediaprofil och politiker
- Dawda Bah, gambiansk fotbollsspelare
- Hassan Bah, guineansk-svensk musiker
- Mahmadu Alphajor Bah, sierraleonsk fotbollsspelare
- Mamadou Bah, guineansk fotbollsspelare